# Adib Shishakli
Adib Bin Hassan Al-Shishakli (Hama, 1909 — Ceres, 27 de setembro de 1964) foi um líder militar e presidente da Síria (1953-1954).
Nascido em Hama em 1909, Shishakli serviu no exército francês durante a época mandato. Ele estudou na Academia Militar de Damasco (que mais tarde foi transferida para Homs) e tornou-se um dos primeiros membros do Partido Social Nacionalista Sírio (PSNS) de Antun Saadeh, promovendo o conceito de uma Grande Síria. Seu irmão Salah também era um membro proeminente do PSNS. Após a independência, Shishakli lutou em um exército voluntário árabe, conhecido como o Exército de Liberação Árabe, contra as milícias sionistas na guerra árabe-israelense de 1948.

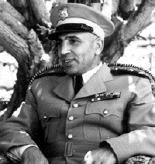
Shishakli em uniforme militar

## Exílio e morte
Shishakli foi deposto por um golpe militar em 1954 e fugiu para o Líbano. Após sofrer ameaças de morte por líderes drusos, fugiu para o Brasil.
Em 27 de setembro de 1964, Shishakli foi assassinado em Ceres (Goiás) por  Nawaf Gazhaleh, um druso sírio que buscava vingança por seus pais que morreram durante os bombardeios da região autônoma drusa à mando de Shishakli, Ghazaleh se aproximou de Shishkhali enquanto atravessava uma ponte entre as cidades de Ceres e Rialma, e trocou algumas palavras com ele antes de atirar nele cinco vezes com uma pistola.